# Маслиха (Вологодская область)
Маслиха — деревня в Тотемском районе Вологодской области.
Входит в состав Погореловского сельского поселения, с точки зрения административно-территориального деления — в Погореловский сельсовет.
Расположена на правом берегу реки Тиксна. Расстояние по автодороге до районного центра Тотьмы — 70 км, до центра муниципального образования деревни Погорелово — 10 км. Ближайшие населённые пункты — Мальцево, Федоровская, Якуниха.
По переписи 2002 года население — 10 человек.